# Ray Lawrence
Ray Lawrence (Inglaterra, Reino Unido, 1948) es un director de cine afincado en Australia.

## Biografía
Ray Lawrence nació en Inglaterra en 1948. Era hijo único. Su familia se trasladó a Australia cuando él tenía 11 años. Su labor principal a lo largo de los años ha sido la de publicista, como director de anuncios de televisión. Es conocido por su insistencia en el total control creativo, los planos en una sola toma y el uso de luz natural. Todas sus películas han sido producidas en Australia y principalmente con un reparto en su mayoría australiano.

## Filmografía
| Título en español       | Título en inglés | Funciones           | Año  | Duración | AFI                     | Cannes      | San Sebastián |
| ----------------------- | ---------------- | ------------------- | ---- | -------- | ----------------------- | ----------- | ------------- |
| Espérame en el infierno | Bliss            | Director y escritor | 1985 | 112'     | Ganador: 3 Nominado: 10 | Nominado: 1 |               |
| Lantana                 | Lantana          | Director            | 2001 | 121'     | Ganador: 8 Nominado: 6  |             | Nominado: 1   |
| Jindabyne               | Jindabyne        | Director            | 2006 | 123'     | Nominado: 9             |             |               |

## Colaboradores habituales
| Actores       | Bliss | Lantana | Jindabyne |
| ------------- | ----- | ------- | --------- |
| Leah Purcell  |       | ✘       | ✘         |
| Música        |       |         |           |
| Paul Kelly    |       | ✘       | ✘         |
| Montadores    |       |         |           |
| Billy Weber   |       | ✘       | ✘         |
| Casting       |       |         |           |
| Susie Maizels |       | ✘       | ✘         |